# مارتن كونورز
مارتن كونورز (بالإنجليزية: Martin Connors)‏ هو عالم فلك أمريكي، ولد في 1954.